# Charolaise
Vous lisez un « article de qualité » labellisé en 2009.
Pour les articles homonymes, voir Charolais.
La charolaise  est une race de vaches françaises, originaire de la région de Charolles en Bourgogne, spécifiquement sélectionnées pour la consommation de leur chair, dont les individus sont de grand gabarit et de couleur blanche unie tirant parfois vers le crème.
Fournissant une viande peu grasse et de bonne qualité gustative, elle est réputée pour ses qualités bouchères mais aussi pour sa forte croissance, sa rusticité et sa docilité. Cette race est très utilisée en croisement avec des races laitières ou locales afin d'améliorer la conformation des veaux.
Son élevage marque encore la région de Charolles, où elle est présente depuis très longtemps. D'abord animal de trait spécifique à cette région, cette vache bien adaptée au commerce de la viande a été élevée dans le Nivernais tout proche, puis dans une majeure partie de la France, notamment dans le Bourbonnais voisin, où elle a obtenu le premier label rouge bovin français en 1974. Deux herd-books distincts ont tout d'abord été créés, avant leur fusion en 1920. Au XXe siècle (époque du développement de la mécanisation dans l'agriculture), la race a été spécialisée avec succès dans la production de viande. Elle est ainsi devenue la première race bovine allaitante en France et en Europe.
Faisant l'objet d'un schéma de sélection performant, la charolaise progresse régulièrement. Elle tient également une place importante dans la culture du Charolais, où elle est représentée dans les arts depuis longtemps.

## Histoire

### Origine de la race et légendes associées

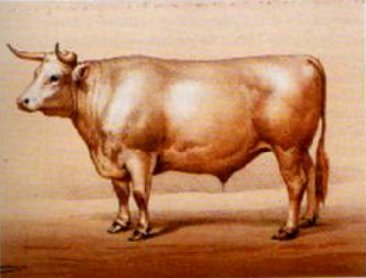
Chromatographie représentant un bœuf charolais en 1850.

On connaît peu de choses sur la véritable origine de la race, mais les légendes ne manquent pas à ce sujet. Ainsi, certains soutiennent que cette race est venue d’Europe centrale avec les grandes invasions, tandis que d’autres considèrent que ce sont des maçons lombards qui l'ont amenée lorsqu'ils sont venus construire les églises romanes du Brionnais et du Clunisois après le passage de Guillaume de Volpiano dans la région. Sanson, un zootechnicien français, pense que la charolaise est originaire du Jura. Edmond Révérend du Mesnil lui attribue une origine plus orientale. Elle aurait selon lui été ramenée aux temps des croisades par les comtes de Damas, seigneurs de Semur. Enfin, certains auteurs s'appuient sur une charte de Louis II le Bègue de 878 pour situer le berceau de la race à Beaujeu, non loin de Charolles. Edward Gibbon, dans son Histoire de la décadence et de la chute de l'Empire romain, rapporte que les empereurs sacrifiaient des bœufs blancs. L'hypothèse selon laquelle ces bovins blancs auraient suivi les légions romaines lors de l'invasion de la Gaule pour arriver dans la région de Charolles a également ses adeptes, mais elle ne s'appuie sur aucune découverte archéologique, ni aucune conclusion génétique.
Selon Daniel Babo, la charolaise appartiendrait au rameau pie rouge des montagnes. En effet, le herd-book originel tolérait des taches rouges sur les individus. Cette hypothèse conforte la théorie de l'origine germanique de la race, la région ayant en effet été sous domination des Burgondes. Toutefois, des études menées par l'INRA sur les relations génétiques entre les principales races bovines françaises la mettent à mal puisqu'elles apparentent la charolaise aux races du rameau blond et rouge du Sud-Ouest comme la limousine, la blonde d'Aquitaine et la salers et aux races du Centre comme la Ferrandaise et l'Aubrac.
Quelle que soit son origine, il est établi que la charolaise est présente depuis longtemps dans les bocages du Charolais et du Brionnais aux environs de la bourgade de Charolles d'où elle tire son nom. La race s’est développée dans ce terroir, bordé par l'Arconce à l'est, la Loire à l'ouest, les monts du Morvan au nord et les monts du Beaujolais au sud. La charolaise serait restée dans cette aire géographique du XIVe à la fin du XVIIIe siècle, les barrières douanières empêchant son implantation dans les régions voisines jusqu'en 1772, après l'intégration de la région de Charolles au royaume de France.

### De la bête de trait à la bête à viande

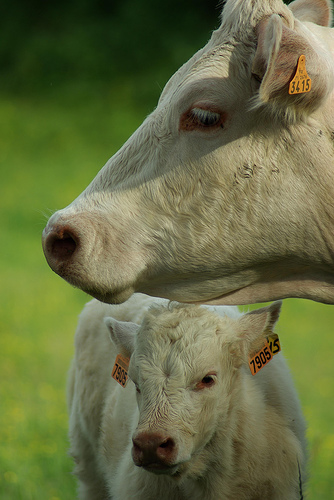
Vache charolaise et son veau.

Les individus de cette race bovine sont à l'origine utilisés comme animaux de trait[réf. nécessaire]. La Bourgogne connaît à cette époque[réf. nécessaire] des rendements agricoles faibles, comme d'autres régions françaises, pratiquant deux cultures céréalières consécutives suivies d’une jachère alors que les céréales constituent l’essentiel de l’alimentation des ruraux qui forment encore 85 % de la population en 1789. Les animaux vont paître sur des surfaces qui leur sont destinées et qui sont les terres les moins bonnes : les jachères, les communaux, les prés après la fauche ou même dans les bois. Ils sont essentiellement utilisés pour le trait. Lorsqu'ils ne sont plus aptes au travail, à l'âge de 6 ou 7 ans, ils sont vendus à des emboucheurs qui les revendent pour la boucherie après les avoir engraissés. Les paysans les plus aisés font travailler des bœufs. Les autres utilisent des vaches qui fournissent également du lait et un veau par an.
Les pays charolais et le brionnais commencent à développer l’élevage bovin au XVIIe siècle, grâce au bocage naturel de la vallée de l'Arconce, au sein des bailliages de Charolles et de Semur-en-Brionnais, territoires qui se distinguent du reste de la Bourgogne car partagés en domaines privés et métairies dont les maîtres peuvent jouir de la pleine propriété. Ces deux bailliages accueillent un nombre important de bovins, dans des troupeaux gérés totalement par le propriétaire, sans intervention d'un pâtre extérieur. Nul ne connaît la véritable raison de cette exception faite au droit féodal. On suspecte une franchise accordée aux paysans par les puissants comtes de Sémur. Toujours est-il que ces régions se distinguent par le moindre morcellement des terres agricoles, le très grand nombre de bovins et leur meilleure conformation, le développement de l'engraissement des animaux pour la boucherie et la mise en place très précoce d'un bocage et de fossés permettant de clore les terres.

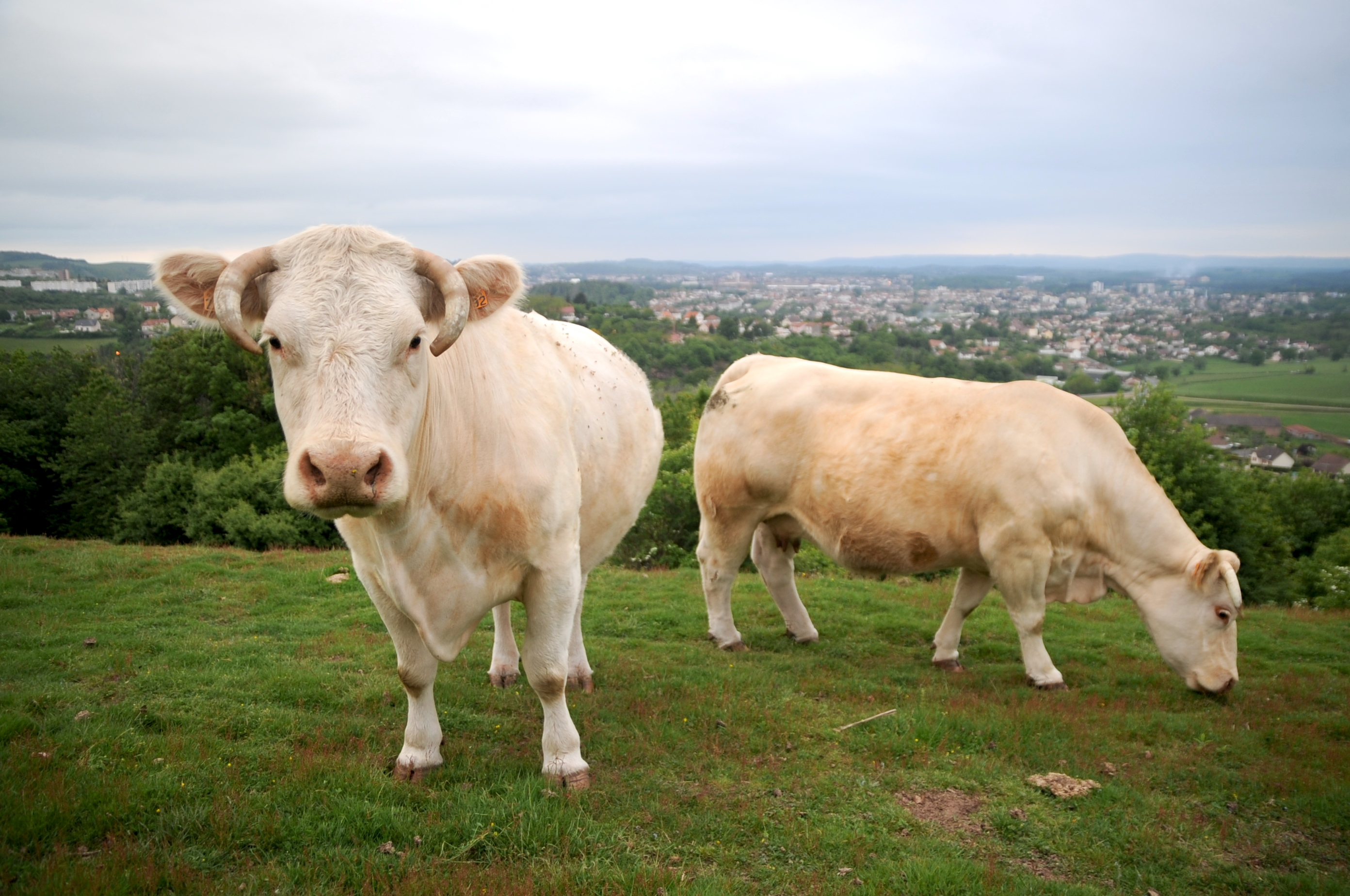
Vaches Charolaises à Montcenis, Saône-et-Loire, le 08 mai 2009.

Au milieu du XVIIIe siècle, les troupeaux de Bourgogne commencent à être commercialisés à Paris (au lieu de Lyon, débouché plus habituel). Le voyage dure une vingtaine de jours, et les bêtes y sont menées sur pied, en passant par le Nivernais. Cette évolution des pratiques s'inscrit dans une évolution plus générale de l'agriculture en France au XVIIIe : les productions agricoles des différentes provinces tendent à se spécialiser en fonction de leurs atouts géographiques et climatiques, et la réduction des taxes et droits de passages, ainsi que le développement des réseaux routiers (dont les voies royales) et fluviaux, permettent la commercialisation dans les grands centres de population urbaine comme Paris. Il devient alors rentable de développer une culture ou un élevage particulier, comme le vignoble ou la production bovine, et d'acheter le blé aux régions les plus adaptées à sa production. La production de céréales est ainsi remplacée par l’entretien des prairies naturelles et le semis de plantes fourragères.

### Développement de la race auXIXesiècle: l'influence du modèle anglais

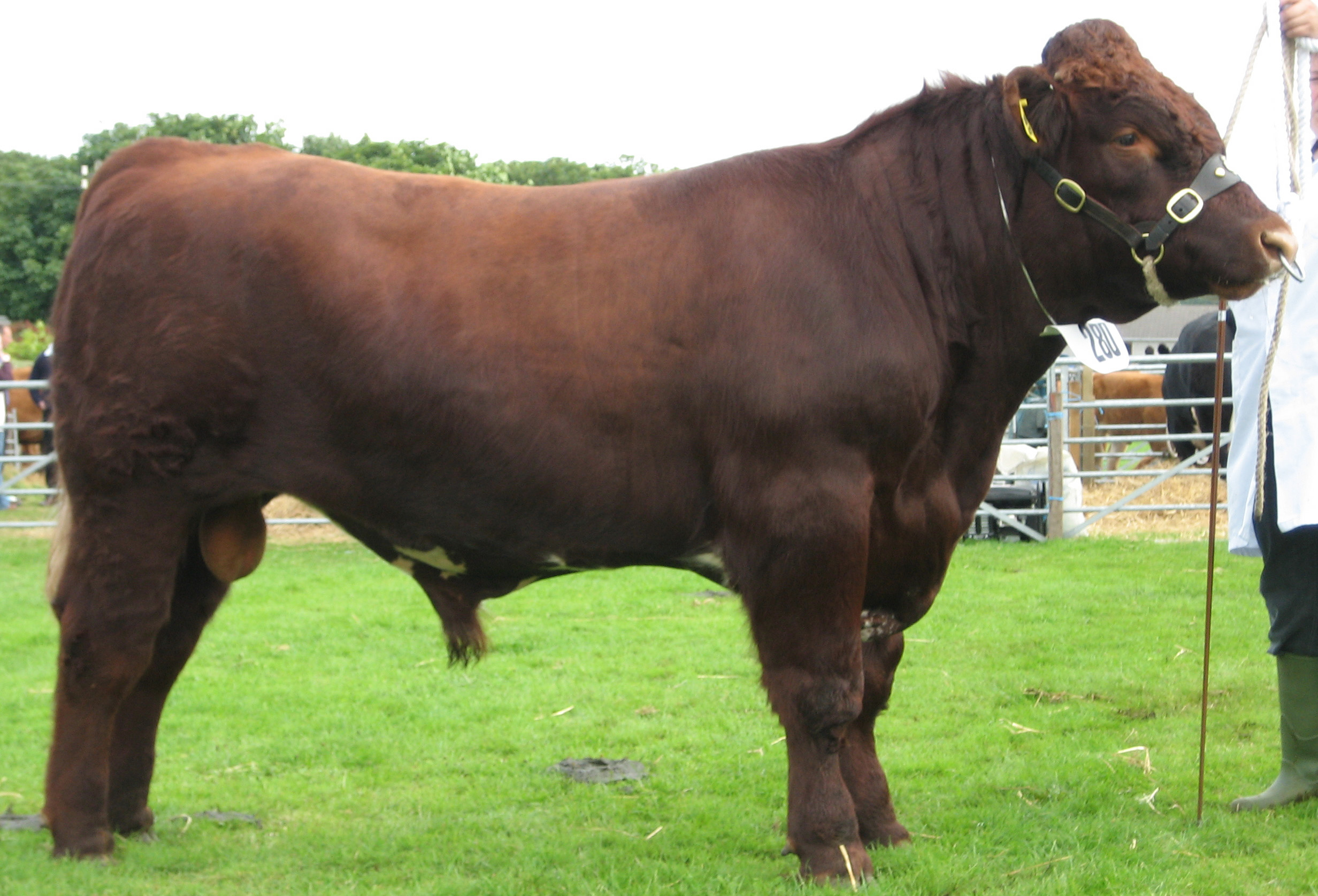
Comme pour d'autres races bovines françaises, on a tenté de croiser la charolaise avec des bovins de la race durham.

Durant la première partie du XIXe siècle, l'élevage de la charolaise s'étend progressivement dans la Nièvre, certains éleveurs du Charolais (à la tête desquels on trouve Claude Mathieu, fils d'Émilien Mathieu) étant venus s'installer sur ces terres. Il s'étend par la suite dans les autres départements du Centre-Val de Loire. Afin d'améliorer la race, certains producteurs de ces régions font le choix de la croiser avec des animaux anglais de race durham. En effet, l'agriculture pratiquée en Angleterre est largement en avance. Le modèle féodal y a été abandonné plus précocement et les fermes sont de grande taille. Les animaux qui y sont élevés sont nettement mieux conformés que les animaux de trait en France. Soutenu par les pouvoirs publics français, qui ont créé par exemple des prix spéciaux pour les animaux charolais × durham dans les concours, l'importation d'animaux Durham est courante entre les années 1830 et les années 1850. Les premiers produits de ces croisements donnent entière satisfaction, ayant hérité notamment de la précocité, la finesse et l'aptitude à l'engraissement de la durham. Toutefois, au fur et à mesure des métissages successifs, les éleveurs s'aperçoivent que leurs animaux perdent de leur rusticité et de leur aptitude au travail, et que leur viande est bien souvent chargée de gras. Cela donne raison aux défenseurs de la sélection en race pure, et l'amélioration de la race par l'intégration de sang durham est finalement abandonnée vers 1850.
La période est propice pour le développement du cheptel charolais. En effet, à la suite de l'exode rural et de l'augmentation du niveau de vie dans les villes, il y a une forte demande de viande, et notamment de viande bovine. Entre 1813 et 1852, la consommation de viande bovine augmente de 34 %. Dans un même temps, les progrès techniques, comme le chaulage ou le semis de prairies artificielles, permettent aux éleveurs du Charolais et du Nivernais de voir la productivité de leurs prairies augmentée. Ils peuvent approvisionner sans difficulté les marchés des grands pôles urbains que sont Saint-Étienne et Lyon, d'autant plus que les moyens de transport se développent avec le chemin de fer. L'élevage, autrefois nécessaire pour fournir les animaux de trait indispensables au fonctionnement des systèmes de polyculture-élevage, devient un secteur économique de plus en plus important. Il a l'avantage de demander peu de main d'œuvre par rapport aux cultures et de bénéficier de prix relativement stables (pas d'importations venant d'autres pays), mais requiert un investissement de départ important. L'élevage pratiqué dans le Charolais est également moins sujet aux crises économiques que les secteurs viticoles et céréaliers, pour lesquels l'augmentation du coût de la main d'œuvre est fortement préjudiciable.

### Le développement de la race

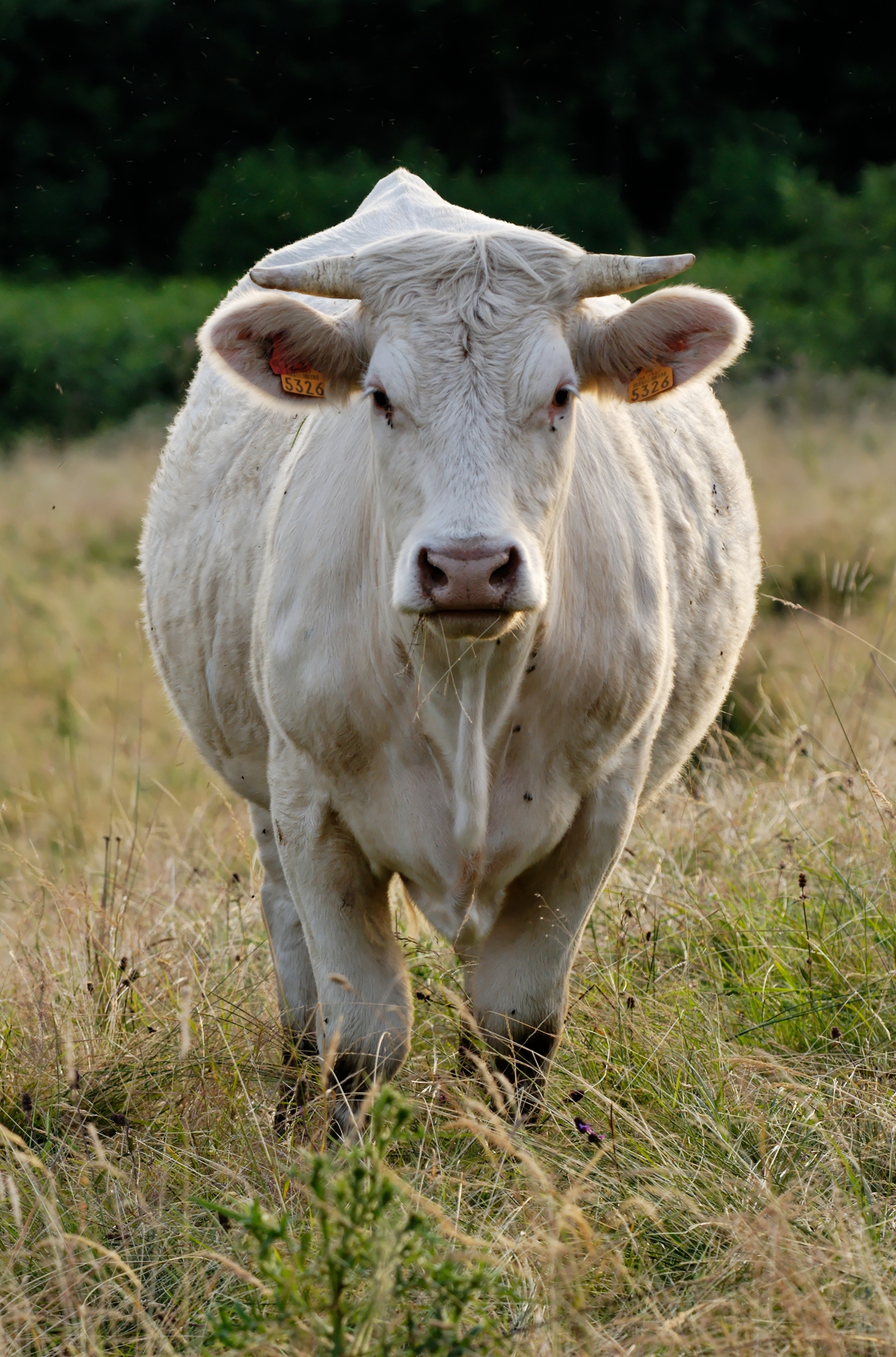
Vache charolaise.

Dès la fin du XIXe siècle, la charolaise voit croître rapidement ses effectifs. Ainsi, le contingent total d'animaux charolais passe de 400 000 animaux en 1864 à 1 100 000 en 1900. À cette époque se crée une véritable émulation entre éleveurs, notamment par le biais des foires, ce qui permet d'améliorer la race de manière significative. Les animaux ont une vocation mixte travail et viande, et cela permet l'évolution vers des animaux de grande taille, musclés et déposant peu de gras.
Le monde rural est fortement touché au début du XXe siècle par les deux conflits mondiaux qui font de très nombreuses victimes dans les campagnes. À ces pertes s'ajoute l'exode rural qui se poursuit et qui contribue à la diminution et au vieillissement de la population rurale. En compensation, l'agriculture va être plus intensive et moins gourmande en main d'œuvre ; la mécanisation va se développer rapidement dans les campagnes françaises en ce début de XXe siècle, notamment à la suite du plan Marshall. C'est un tournant pour l'élevage charolais. De race mixte viande-travail, la charolaise devient une race spécialisée à vocation uniquement bouchère.
Ainsi, la race charolaise prend définitivement son essor dans les années 1950 avec la révolution agricole. Les élevages charolais se spécialisent dans la production de viande, abandonnant peu à peu le schéma polyculture-élevage traditionnel. La productivité augmente fortement, aidée par les nouveaux moyens de conservation de la viande (réfrigération, congélation) permettant d'exporter la charolaise, qui se distingue de la viande des races britanniques par sa faible teneur en gras, liée à ses origines d'animal de trait. Le cheptel français de race charolaise comprend en 2000 environ 1 850 000 individus, ce qui en fait la première race bovine allaitante française en termes d'effectifs. Il comprend environ 135 000 vaches inscrites au herd-book en 2007. Les mâles sont au nombre de 75 000 dont 3 000 sont inscrits et 30 % reproduisent en insémination artificielle. Le stockage de semence et d'embryons est performant.

## Description

### Morphologie

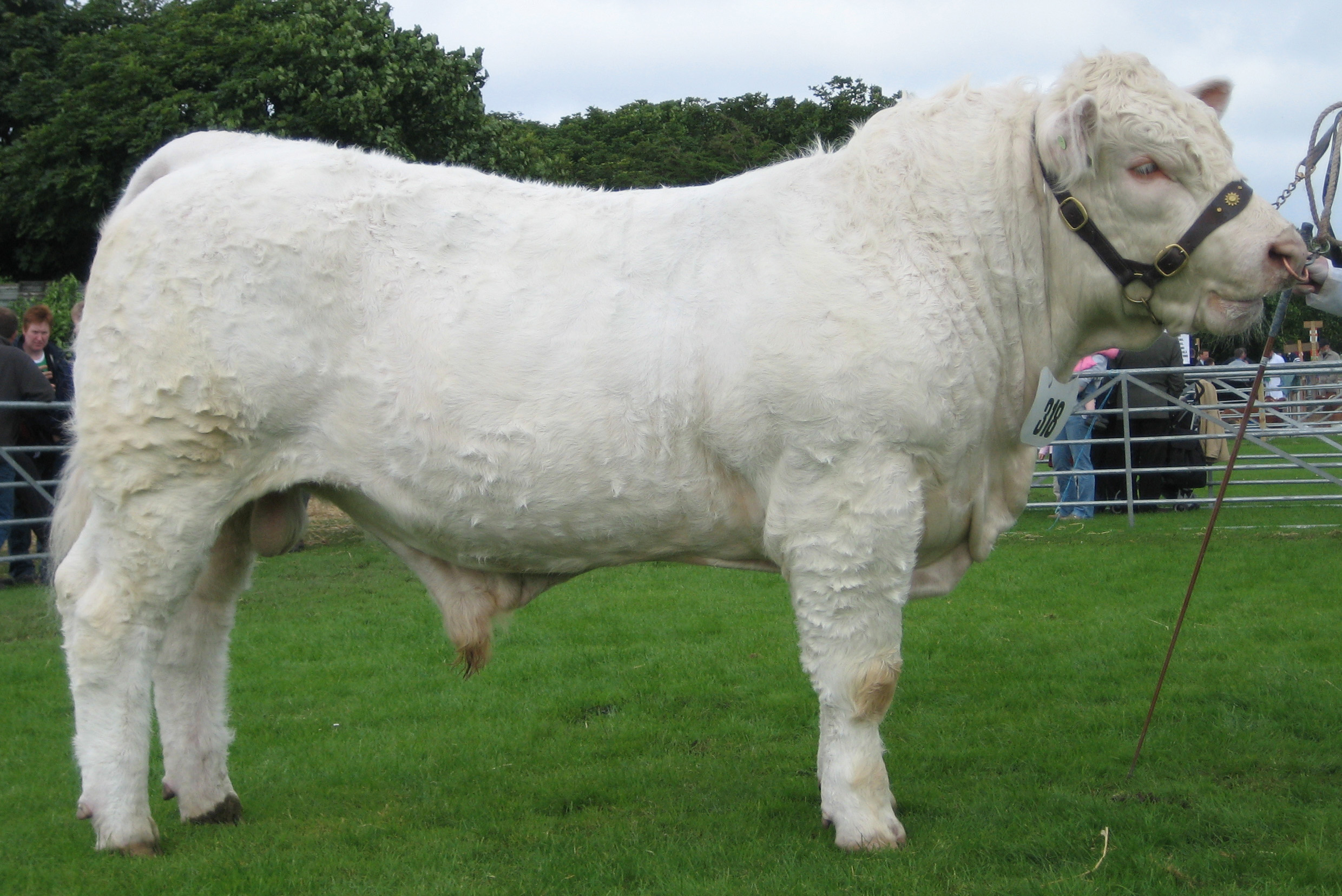
Taureau charolais.

- Robe uniformément blanche ou quelquefois crème ;
- Sans tache ;
- Muqueuse blanc rosé ;
- Tête relativement petite, courte, à front large, plat ou légèrement concave, à chignon rectiligne, à chanfrein étroit et court, cornes rondes, blanches, allongées, oreilles moyennes minces et peu garnies de poils, yeux grands et saillants, joues fortes, muscle large ;
- Encolure courte peu chargée de fanon ;
- Poitrine profonde, côte ronde et fondue avec l'épaule. Dos horizontal et très musclé, rein très large et épais, hanches légèrement effacées mais très larges, ainsi que la croupe, culotte rebondie et très descendue. Ligne du dessous, parallèle à celle du dos ;
- Queue sans saillie trop prononcée, effilée, terminée par une touffe de crins fins ;
- Membres courts et bien d'aplomb sans excès de finesse.

 article 13 du règlement intérieur du herd-book charolais

Les animaux portent une robe uniformément blanche ou crème, avec des poils mi-longs. Ils sont de grand format (135 à 150 cm pour 1 000 à 1 650 kg pour les mâles et 135 à 150 cm pour 700 à 1 100 kg pour les femelles).

### Particularités génétiques
Une mutation du gène de la myostatine existe en race charolaise, engendrant le caractère culard chez certains animaux. Ceux-ci présentent alors une hypertrophie musculaire, mais également une plus grande finesse des os et une meilleure valorisation des fourrages, mais sont moins fertiles et posent des problèmes de dystocie lors du vêlage. L'allèle incriminé est toléré en race charolaise, mais il est peu souhaité en raison des problèmes qu'il peut entraîner.

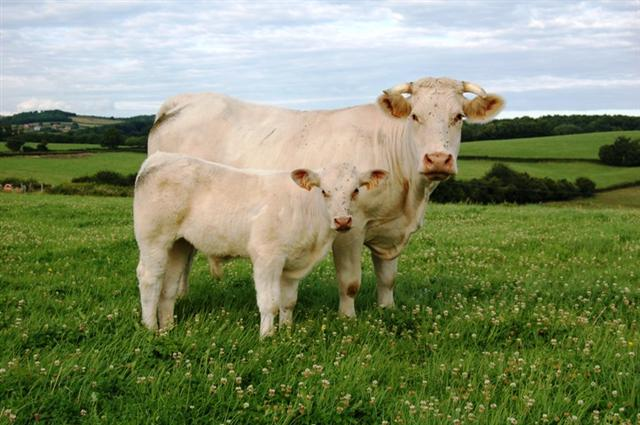
La charolaise doit sa couleur blanche a une mutation génétique particulière.

La couleur blanche caractéristique de la charolaise est également liée à une particularité génétique. C'est une mutation du gène responsable de la structure des mélanosomes qui en est à l'origine. Cette mutation génère des mélanosomes non fonctionnels qui ne peuvent pas produire correctement les pigments comme la mélanine, d'où la couleur très claire (diluée en fait) de la charolaise. Cette mutation est spécifique à la race charolaise : tous les animaux de la race la possèdent tandis qu'on ne la retrouve chez aucun représentant des autres races bovines. Elle peut donc être utilisée comme marqueur pour déterminer l'appartenance d'un animal, et même d'un produit d'origine animale, à la race charolaise.
Enfin, une maladie génétique existe chez la charolaise, le syndrome d'arthrogrypose-palatoschisis. Le veau nouveau-né atteint présente des signes d’insuffisance cardiaque. Son palais est fendu, et les membres présentent une ankylose au niveau du genou et du boulet. La plupart du temps, le veau meurt rapidement car la fissure de son palais ne lui permet pas de téter. Ce gène, dominant à pénétrance incomplète, était assez fréquent dans les années 1970 (fréquence génique de 20 %), avant que l'on s'applique petit à petit à le supprimer. Il est bien moins fréquent actuellement.

## Aptitudes

### Une très bonne race bouchère

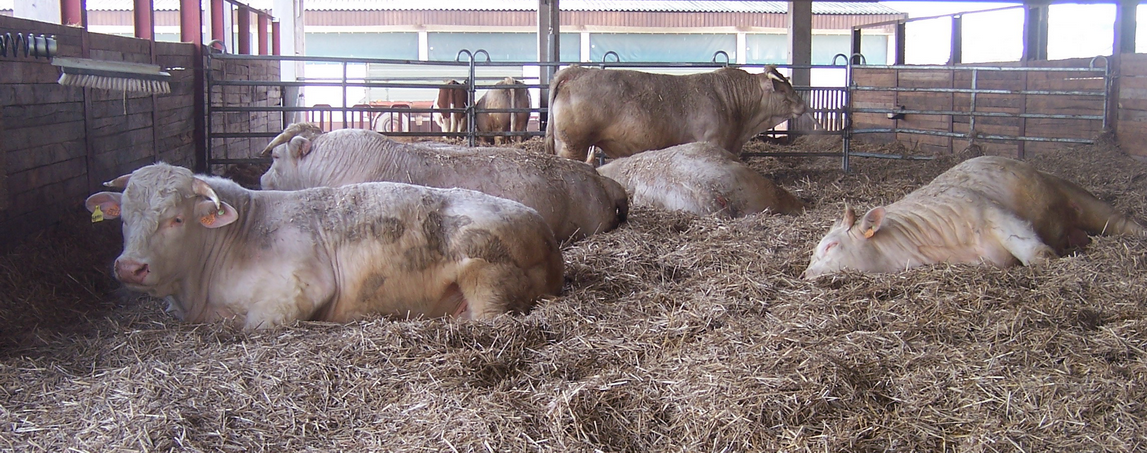
Taureaux charolais dans une étable.

La charolaise est une excellente race bouchère, appréciée pour la qualité de sa viande persillée et avec une faible teneur en gras. Elle doit essentiellement cette caractéristique à son passé d'animal de trait. Elle se caractérise également par une très forte capacité de croissance. Celle-ci s'élève en moyenne à 1 100 g par jour dans les 120 premiers jours et peut atteindre ponctuellement des valeurs de 2 000 g par jour. Elle dispose aussi d'une forte capacité d'ingestion, et son indice de consommation est plus faible que la moyenne. Elle a une bonne conformation, parfois exacerbée chez les animaux culards. Les rendements carcasses sont toutefois un peu en deçà de ceux d'autres races à vocation bouchère comme la limousine ou la Blonde d'Aquitaine, principalement à cause d'une ossature très importante.
La charolaise peut être commercialisée comme animal de boucherie sous diverses formes, comme l'indique le tableau suivant.
| Type d'animal      | Âge à l'abattage (mois) | Poids vif (kg) | Poids de carcasse (kg) |
| Taurillon          | 15 à 18                 | 700            | 420                    |
| Génisse lourde     | 24 à 36                 | plus de 600    | plus de 350            |
| Vache de boucherie | plus de 36              | 720            | 430                    |
| Bœuf               | plus de 30              | 700 à 770      | 420 à 460              |

On peut noter que dans sa région d'origine, et plus généralement en France, très peu des animaux sont engraissés. Le revenu des exploitations vient de la vente de broutards, des animaux âgés de seulement 8 à 12 mois pour environ 340 kg de poids vif qui partent en direction de l'Italie et de l'Espagne pour y être engraissés.
Un certain nombre de labels de qualité vantent la qualité de viande de la charolaise. On compte notamment deux labels rouges, le Charolais Label Rouge, qui concerne des bœufs de plus de 30 mois et des génisses de plus de 28 mois, et le Charolais du Bourbonnais, qui garantit un élevage à l'herbe des animaux pendant les trois quarts de l'année sur les prairies bourbonnaises. Cette dernière appellation, premier label rouge attribué à une viande bovine en 1974, bénéficie d'une Indication Géographique Protégée (IGP), label européen qui établit qu’il existe un lien entre le produit et le lieu où il est produit ou transformé. Par ailleurs, on peut noter l'existence d'une Appellation d'Origine Contrôlée (AOC) bœuf de Charolles depuis 2010, et les animaux charolais font partie des animaux autorisés pour la production de viande de l'AOC Fin gras du Mézenc. Ce type de certification, qui nécessite qu'un lien étroit existe entre le produit, le terroir auquel il appartient et le savoir-faire de ses producteurs, est difficile à faire valider pour une viande.

### De bonnes qualités maternelles

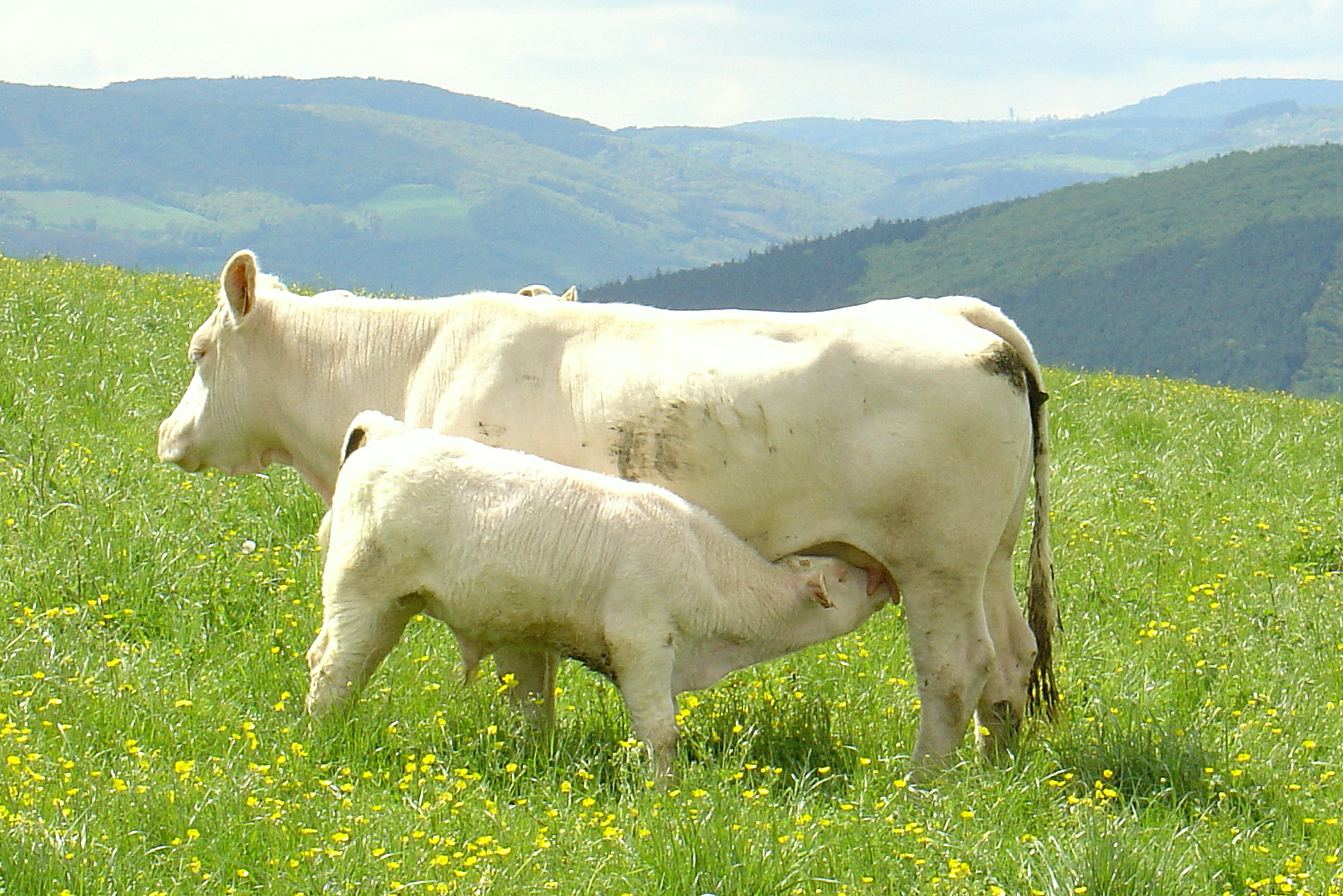
Vache charolaise et son veau.

Les vaches sont appréciées pour leurs qualités d'élevage. Elles ont une bonne fertilité (taux de gestation de 92 %) et une bonne prolificité (106 pour 100 mises bas, ce qui en fait une race commune aux naissances gémellaires). Le vêlage se passe généralement sans difficulté, mais il n'est toutefois pas rare que l'éleveur doive intervenir, et il est même parfois nécessaire de réaliser une césarienne pour extraire le veau. Les dystocies, qui posaient autrefois problème car elles se généralisaient, ont tendance à se faire plus rare sous l'impulsion d'une sélection drastique. La charolaise a une bonne production laitière, et est réputée pour être la meilleure laitière des races à viande. Cela assure au veau une bonne croissance.

### Une race rustique et docile

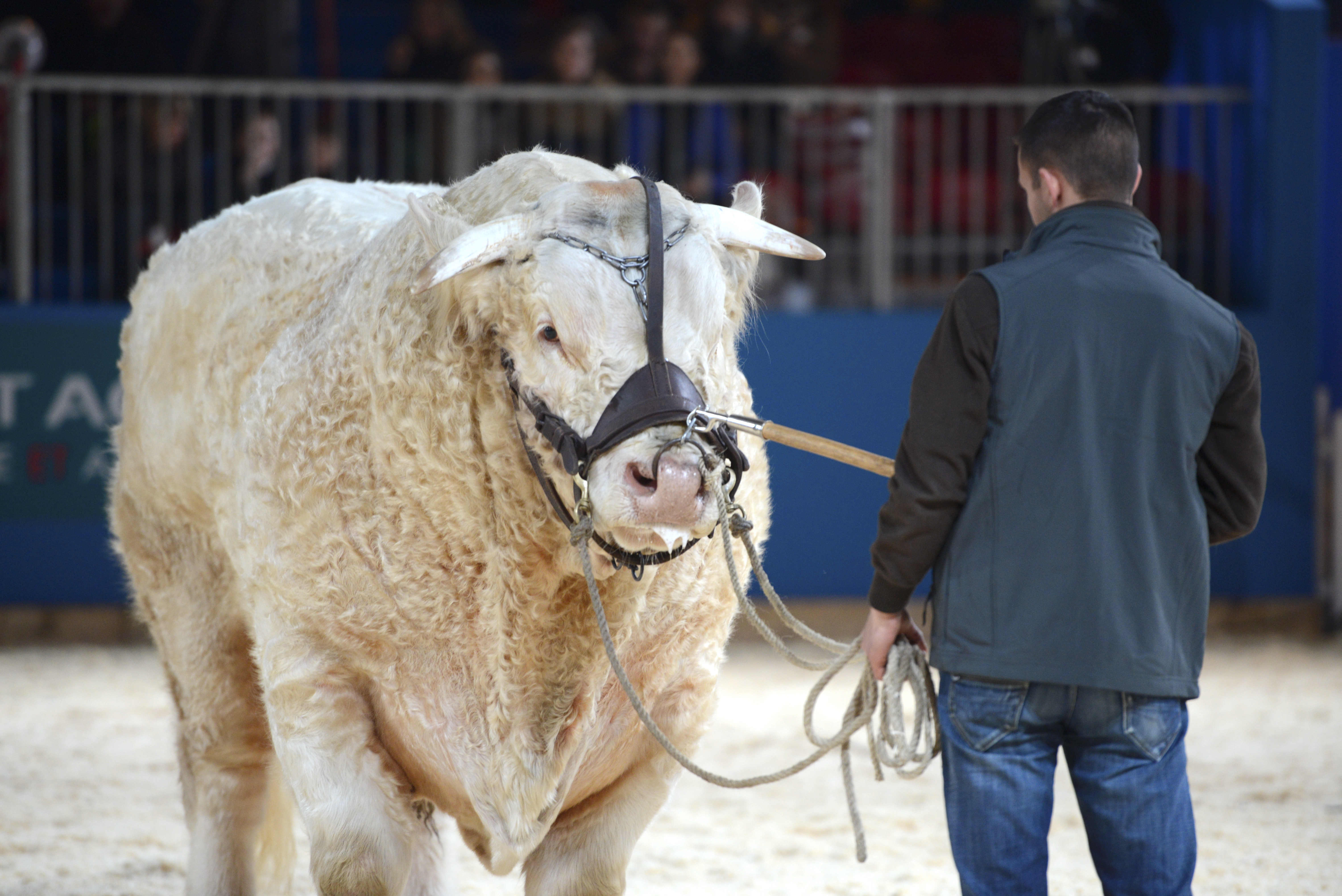
Taureau Charolais en présentation le 21 février 2015 au Salon International de l'agriculture à Paris.

La charolaise est une race rustique, qui se montre capable de s'adapter à des milieux très différents. Elle montre de grandes capacités à utiliser ses réserves graisseuses en cas de période de sécheresse dans des régions chaudes. Par ailleurs, elle est réputée pour sa capacité à valoriser des fourrages grossiers, ce qui, combiné à sa forte capacité d'ingestion, en fait une race parfaitement adaptée à une conduite d'élevage extensive.
La docilité de la charolaise est également un de ces atouts. Elle permet un gain de temps et une meilleure sécurité pour l'éleveur, notamment lorsqu'il doit manipuler les animaux. Ce caractère est d'autant plus intéressant pour la conduite de grands troupeaux en élevage extensif.

### Une race à croisement

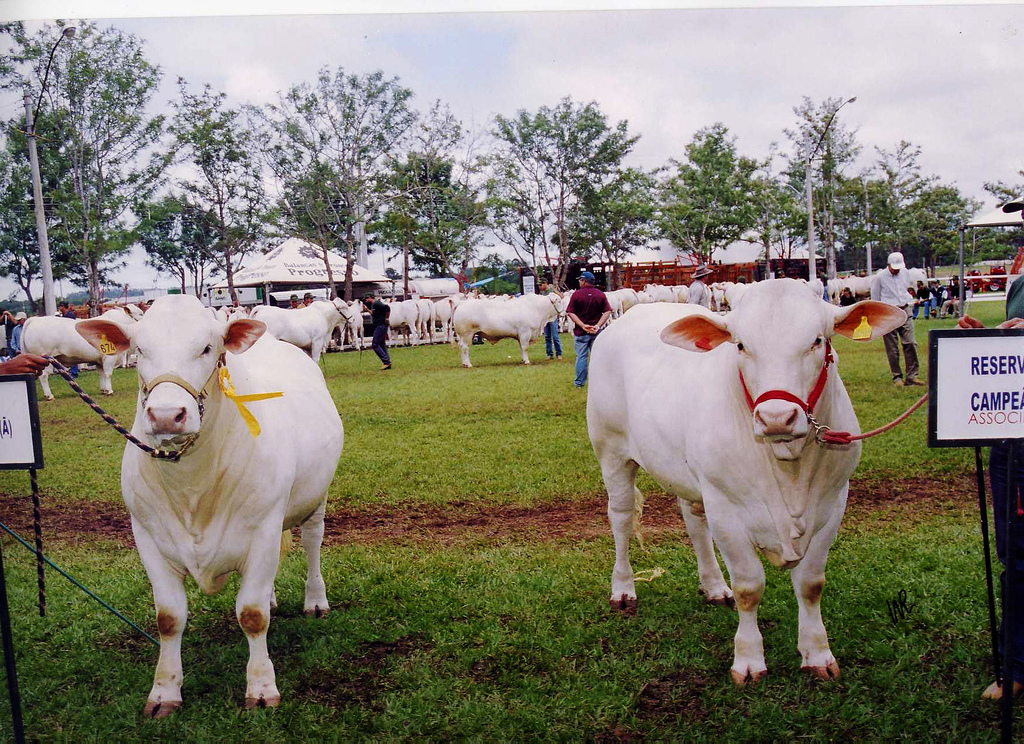
La charolaise est à l'origine de diverses races comme la canchim.

La race charolaise est très utilisée en croisement, car l'utilisation d'un taureau charolais permet d'améliorer grandement les aptitudes bouchères des veaux de races laitières notamment. Ainsi, en France, sur les 500 000 vaches croisées, pas moins de 40 % l'étaient avec un taureau charolais.
Exportée dès le XIXe siècle, la race charolaise a également pu servir dans de nombreux pays à améliorer les performances de races locales, les produits du croisement étant mieux adaptés au climat local que la charolaise, et mieux conformé que les animaux locaux. Ces croisements ont même conduit à la création de nouvelles races. C'est le cas du charbray aux États-Unis, comportant entre 5/8 et 13/16 de « sang » charolais et entre 3/8 et 3/16 de « sang » zébu (Bos indicus) de race brahmane, et du canchim au Brésil, également par croisement avec le zébu de race indubrazil.
Les taureaux charolais primés sont très recherchés et leur prix atteint des sommets à l'exportation. En effet, ils sont réputés transmettre à leur descendance leurs qualités bouchères. De plus leur couleur blanche permet aux éleveurs laitiers de vendre des jeunes veaux croisés de huit jours, leur couleur claire signalant aux acheteurs qu'un mâle boucher a été utilisé, donnant ainsi de la valeur au produit.

## Sélection

### Deux herd-books pour la race
Le 1er avril 1864 est créé le herd-book des animaux de la race bovine charolaise améliorée dans la Nièvre et connue sous le nom de race nivernaise. Ce livre généalogique, ouvert sous l’impulsion de la société d’agriculture de la Nièvre, inscrit 145 animaux dont 124 sont blancs, 18 blanc froment et quatre jaunes. Son but est d’assurer le maintien de la pureté de la race ainsi que son amélioration future. Une commission rapidement mise en place est chargée d’inscrire de nouveaux animaux. La première commission comprend les membres des sociétés d’agriculture de la Nièvre, du Cher, de l'Allier et de l’Indre et inscrira un total de 1 209 animaux dans 125 élevages, dont la large majorité se situe dans la Nièvre.
Les élevages situés dans le berceau de la race semblent quelque peu à l’écart des démarches opérées par les éleveurs nivernais. Ils sont par ailleurs peu favorables au croisement de leurs animaux avec des durhams. La réaction a lieu en 1887, lorsque naît à Charolles le Herd-book de la race bovine charollaise pure sur l’initiative de la société d’agriculture de Charolles et du Conseil général de Saône-et-Loire. L'utilisation de l'adjectif « pure » vise notamment à dénoncer le fait que les animaux élevés dans le Nivernais avaient gardé les traces des croisements avec la durham.
Après une première tentative de rapprochement qui échoue, il faut attendre 1920 pour que la fusion des deux livres généalogiques soit opérée pour former le herd-book charolais, avec une race charolaise à la « robe uniformément blanche ou quelquefois crème, sans tache ». À ce moment, 269 élevages, comprenant 2 640 animaux, sont inscrits. La progression est assez lente entre les deux guerres, et prend finalement son essor à partir des années 1950.

### Schéma de sélection actuel

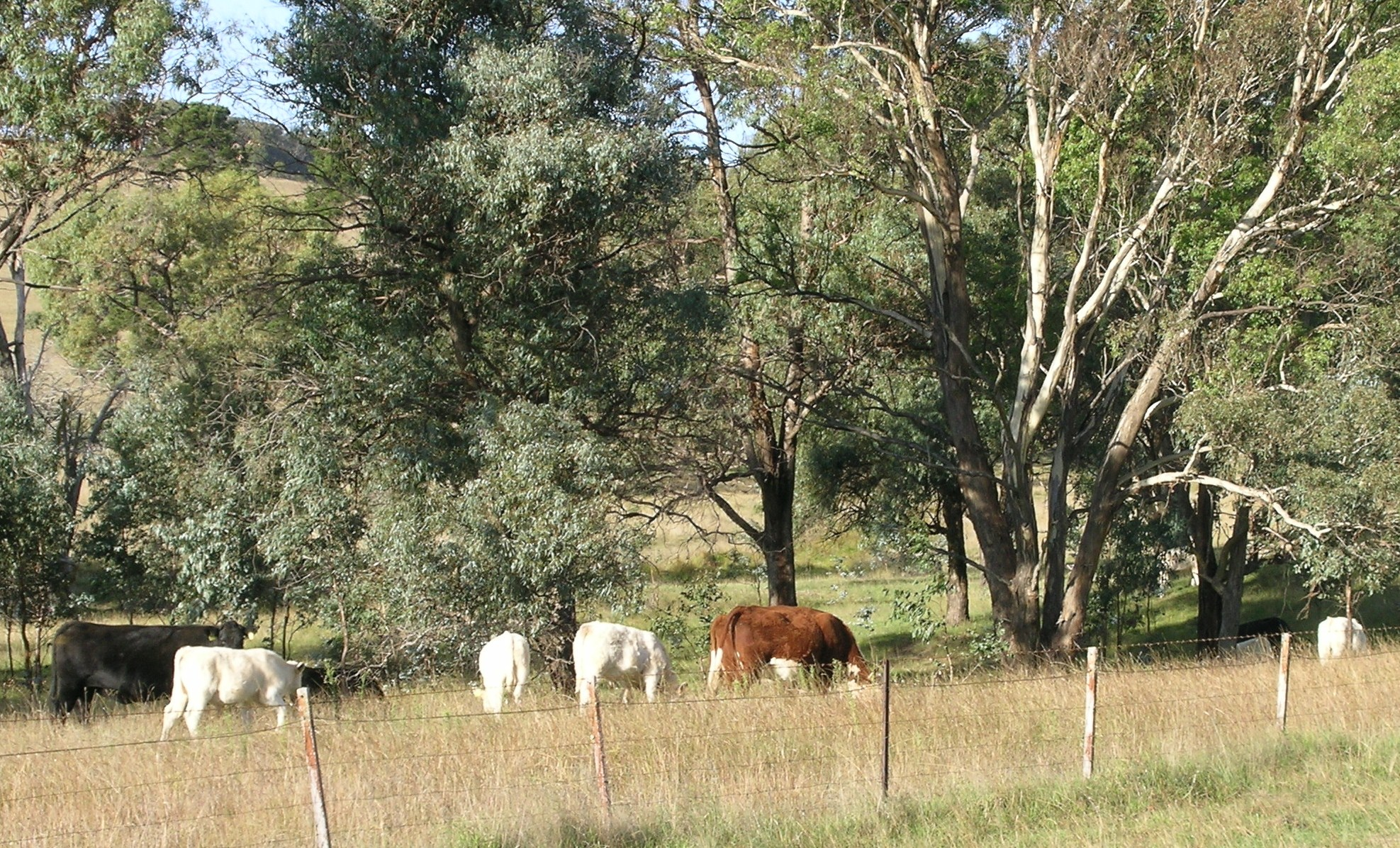
Veaux charolais, issus de transfert d'embryons, avec leurs mères hereford et angus.

Après l'échec de l'amélioration du cheptel par les croisements avec les animaux anglais, les éleveurs décident rapidement d'améliorer les qualités d'animaux homogènes. Le herd-book, garant de l'origine des animaux, joue un rôle important dans cette politique d'amélioration de la race. À la fin du XIXe siècle, ce sont les qualités bouchères des animaux qui sont améliorées, notamment grâce aux concours qui ont récompensé les meilleurs animaux du point de vue de la conformation. À partir du XXe siècle, les enjeux économiques s'immiscent de plus en plus dans la politique d'amélioration de la race. Il ne s'agit plus simplement de produire plus de viande, mais de la produire à moindre coût. Les éleveurs doivent prendre en compte la croissance des animaux. Au cours de la deuxième partie du XXe siècle, de nouvelles techniques se développent qui permettent d'améliorer plus facilement la génétique des animaux, comme l'insémination artificielle ou la transplantation embryonnaire. C'est à cette période que s'est construit le programme de sélection de la race, sous l'égide du herd-book charolais, mais également de « Charolais France ».
La base de ce programme de sélection réside avant tout dans le choix des animaux qui seront destinés à la reproduction. Le tri des meilleurs animaux du point de vue génétique passe tout d'abord par l'évaluation individuelle des animaux et implique différentes mesures. C'est le contrôle de performances qui est chargé de ce travail. Les animaux sont pesés à 120 jours et 210 jours, de façon que l'on puisse comparer les résultats obtenus à des âges similaires, et ils sont pointés. Le pointage consiste en une description de l'animal, de façon à apprécier notamment sa conformation musculaire, son développement squelettique et ses caractéristiques raciales. À partir des données recueillies lors du contrôle des veaux, 8 000 des 127 000 vaches inscrites au herd-book charolais sont qualifiées d'après les performances d’au moins trois de leurs veaux et se voient attribuer le qualificatif de reproductrice reconnue.

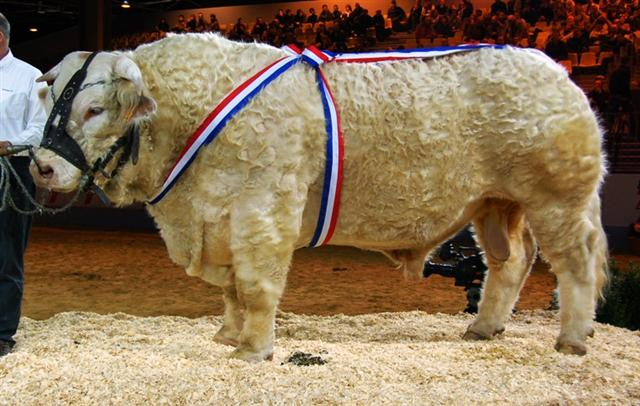
Taureau charolais lors du concours charolais au Salon de l'Agriculture de Paris en 2010.

Les taureaux font l'objet d'une sélection plus approfondie. En effet, il n'y a pas besoin d'un très grand nombre de taureaux pour assurer la fertilisation des femelles, un taureau pouvant saillir plusieurs femelles, voire des milliers dans le cas de l'insémination artificielle. Comme les besoins en nombre sont faibles, on peut se permettre d'appliquer une sélection plus stricte qui passe par une meilleure connaissance des qualités génétiques des animaux. Pour cela, on repère les meilleurs veaux au moment du sevrage, et on les rassemble en station d'évaluation. Cela permet notamment d'élever les animaux dans des conditions strictement identiques, et de pouvoir comparer leurs performances sans biais possible. Ce ne sont pas moins de 600 jeunes mâles qui sont évalués dans les 8 stations d'évaluations de la race, localisées à Nouhant dans la Creuse, à la ferme du Marault à Magny-Cours dans la Nièvre, à Créancey dans la Côte-d'Or, à Bressuire dans les Deux-Sèvres, à Sommepy-Tahure dans la Marne, à Jalogny en Saône-et-Loire et à Migennes et Charmoy dans l'Yonne. Les animaux passent cinq mois et demi dans ces stations, période durant laquelle on mesure leur croissance, leur développement squelettique, leur développement musculaire et leur efficacité alimentaire. Les meilleurs d'entre eux sur ces critères sont qualifiés, et la plupart d'entre eux sont destinés à alimenter les élevages en taureaux de monte naturelle.

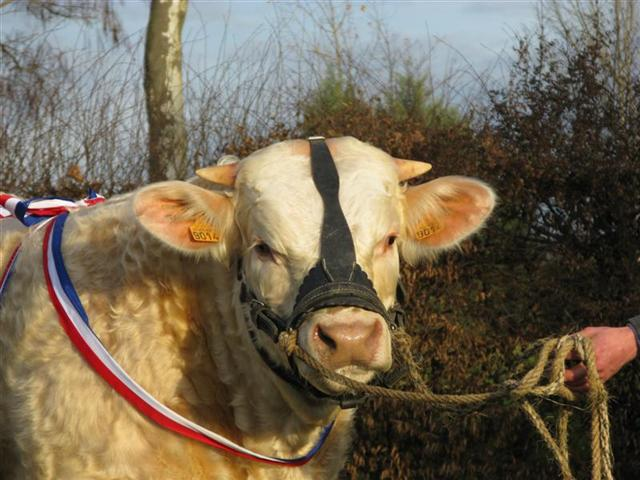
Veau charolais à un concours.

Pour atteindre un niveau de précision encore plus important dans la connaissance de la valeur génétique des animaux, 130 jeunes mâles, sélectionnés sur leur ascendance, font l'objet d'un programme de sélection visant à choisir les taureaux qui seront utilisés pour l'insémination artificielle. Ces animaux sont eux aussi contrôlés en station, puis les 45 meilleurs taureaux à la sortie de la station sont évalués sur leur descendance. Cela consiste à faire reproduire ces taureaux, puis de mesurer avec précision les performances de leurs descendants afin d'en déduire leur valeur génétique, estimée par une valeur nommée index et calculée par l'INRA à partir de l'ensemble des données récoltées sur l'animal, avec plus de précision. Ainsi, on réalise 300 inséminations artificielles dites de testage pour chacun des taureaux à tester. À la naissance des veaux, on étudie les conditions dans lesquelles se réalise le vêlage afin d'évaluer le taureau sur la facilité de naissance de ses veaux. Au sevrage de ces veaux, les femelles sont dirigées vers la station d'évaluation d'Agonges dans l'Allier. Là, elles sont élevées dans l'optique de vêler à 2 ans. Au cours de leur séjour dans la station, on s'intéresse particulièrement à leur croissance et leur morphologie, à leur fertilité et à leurs aptitudes au vêlage et à l'allaitement. Les résultats de ces génisses vont permettre d'attribuer la qualification « qualités maternelles » à certains de leurs pères. Les mâles issus des inséminations de testage sont eux dirigés vers les stations de Lempdes dans le Puy-de-Dôme et de Pont-Sainte-Marie dans l'Aube.

### Perspectives
La sélection vise aujourd'hui à améliorer la facilité de naissance des veaux. En effet, il arrive qu'on reproche à la vache charolaise de vêler parfois avec difficulté et qu'une intervention par césarienne soit de temps en temps nécessaire. De nombreux efforts ont d'ores et déjà permis d'améliorer la situation, mais il convient encore de repérer les lignées à problème de vêlage, et à mettre à disposition des éleveurs des taureaux d'insémination à vêlage facile, afin notamment d'éviter que les éleveurs mettent leurs génisses à la reproduction avec des animaux d'autres races. Par ailleurs, les objectifs de sélection sur la période 2000-2010 sont de favoriser l'amélioration des pieds, la fertilité, la production laitière, la rusticité (notamment à travers les aplombs), la capacité de croissance et le rendement des carcasses.

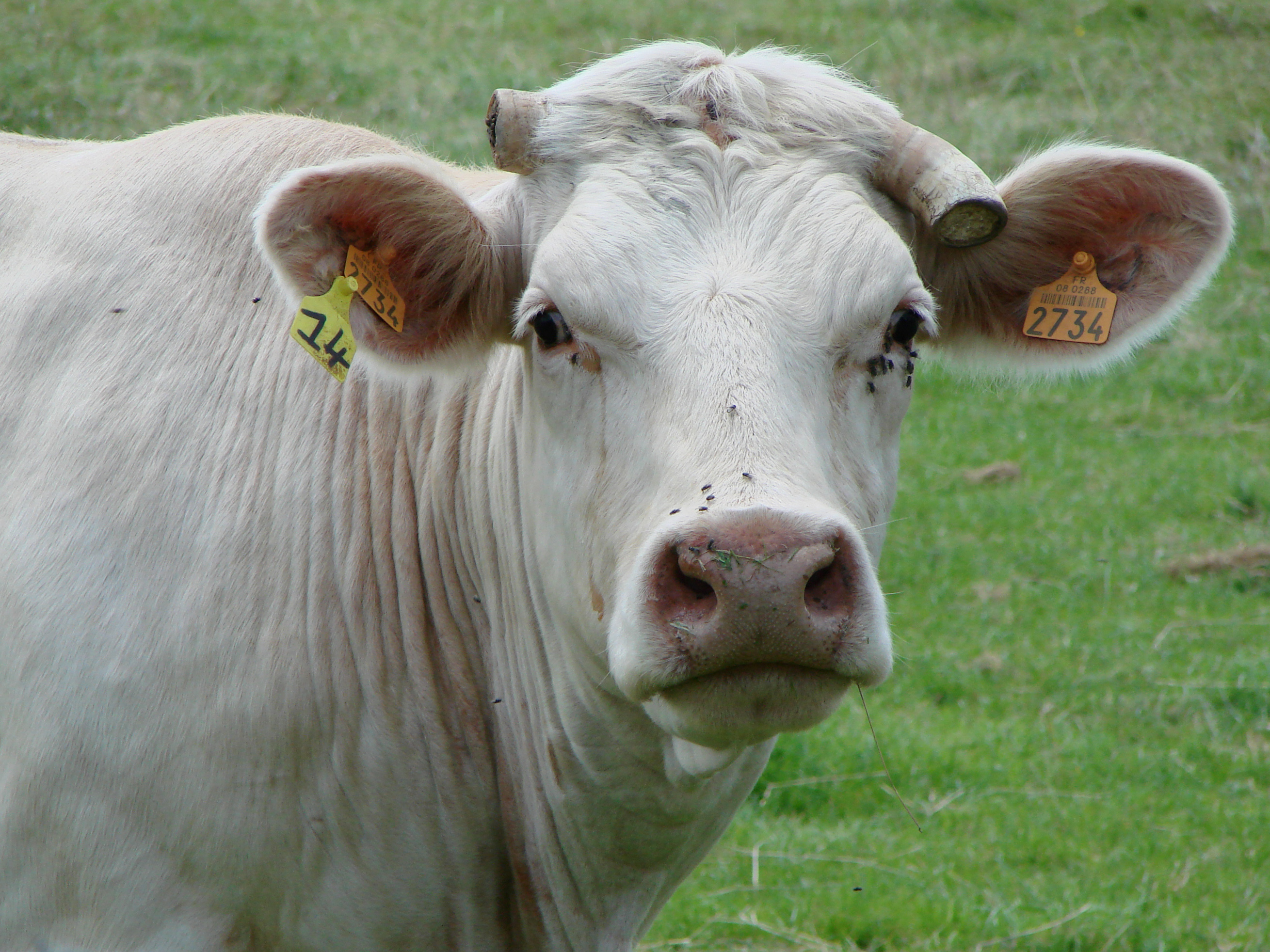
De nombreux éleveurs coupent les cornes de leurs animaux, d'où l'intérêt d'obtenir des vaches sans cornes par sélection artificielle.

Certains éleveurs s'attachent aussi à développer une lignée sans corne, par mutation génétique. L'absence de corne assure une plus grande sécurité pour l'homme et limite les risques lors d'éventuels combats entre les animaux. Les animaux sans cornes sont de plus en plus présents dans les manifestations et concours liés à la race.
Des modifications vont également concerner le schéma de sélection. Actuellement les organismes ayant la charge de la race s'intéressent à la mise en œuvre d'un contrôle sur descendance des qualités maternelles des animaux destinés à l'insémination artificielle ; ce contrôle doit être intégralement effectué à la ferme. Les éleveurs vont gérer les génisses issues de testage de la même manière que les autres animaux de l'exploitation et les mesures (pointage, croissance) vont avoir lieu dans l'exploitation ; elles doivent concerner l'ensemble des animaux contemporains aux génisses de testage, afin de pouvoir effectuer des comparaisons et calculer les index. Ainsi, la station d'évaluation d'Agonges ne devrait plus être en service à partir de 2011.
Enfin, les éleveurs cherchent à se doter de nouveaux outils pour la sélection tels que les locus de caractères quantitatifs (LCQ), gènes particulièrement intéressants qui permettraient de pratiquer la sélection assistée par marqueurs (SAM) comme elle existe déjà pour les races laitières. De nombreux programmes de recherche tentent de trouver de tels marqueurs génétiques pour les races bovines à vocation bouchère.

## Diffusion de la race

### En France

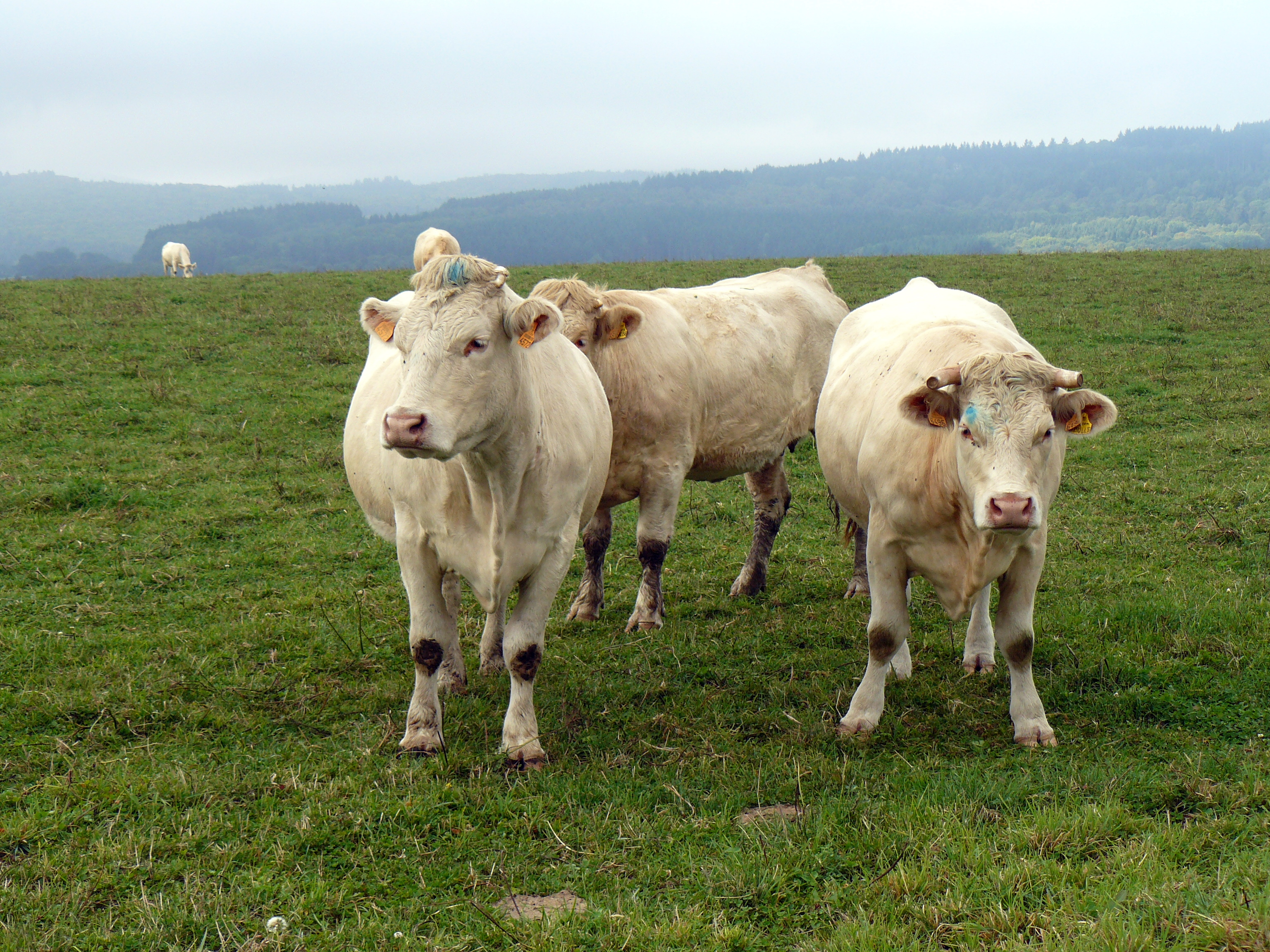
Vaches charolaises dans le Morvan, non loin de leur berceau d'origine.

Les vaches de race charolaises, originaires du Charolais et du Brionnais, ont été élevées dans le Nivernais dès le XVIIIe siècle puis, progressivement durant le XIXe siècle, dans d'autres départements voisins du Centre et de l'Est de la France comme l'Allier, le Cher, l'Indre, la Creuse, le Puy-de-Dôme, la Loire, la Côte-d'Or et l'Yonne. Leurs qualités d'animal de trait sont particulièrement appréciées dans les zones céréalières de la région Centre, ce qui favorise à l'époque le développement de la race dans cette région. À la fin du XIXe siècle, la Vendée et les Deux-Sèvres, dont le bocage et les sols ressemblent à ceux du Charolais, voient à leur tour l'arrivée durable de bovins charolais. La race a connu une seconde phase d'expansion durant les années 1970 et 1980, se développant fortement en Bretagne, en Normandie et en Lorraine. Au début des années 1990, la race est présente dans 89 départements : seuls les départements de l'agglomération parisienne et ceux de la Côte d'Azur n'élèvent pas de charolaises.

### À l’étranger

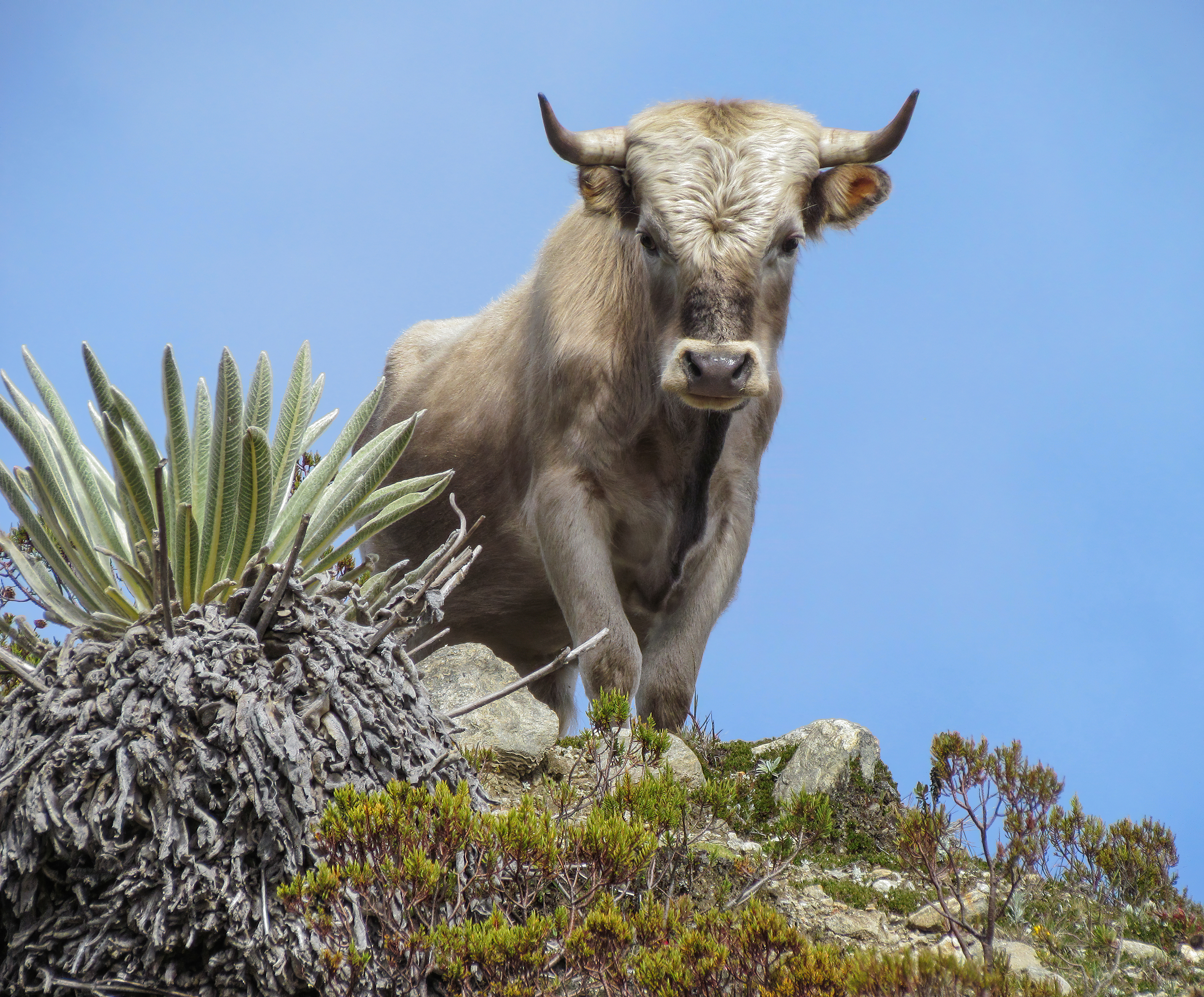
Taureau charolais sauvage dans la Sierra Nevada de Mérida à 4600 mètres d'altitude au Venezuela.

Au début du XIXe siècle, les races britanniques sont les plus appréciées mondialement, mais la tendance s'inverse vite devant les progrès réalisés par les races françaises et notamment la charolaise, qui profite de très bonnes aptitudes à l'engraissement et d'une viande plus maigre que celle de ces homologues britanniques. Le Syndex, syndicat central d'exportation de la race charolaise, aujourd'hui disparu, se charge rapidement de développer l'élevage de charolais dans d'autres pays d'Europe. Ainsi, au début du XXe siècle, des animaux charolais sont acheminés vers l'Italie. Aujourd'hui encore, de nombreux broutards charolais sont exportés de la France vers les ateliers d'engraissement italiens. À partir des années 1950 et 1960, des bovins charolais sont exportés en Espagne, au Portugal, en Europe de l'Est, en URSS, en Scandinavie, au Royaume-Uni et en Irlande, où la race charolaise est aujourd'hui majoritaire parmi les races à viande. Dans tous ces pays, les charolais peuvent être élevés en race pure, mais bien souvent ils sont utilisés en croisement avec les races locales, notamment pour augmenter le poids des veaux des vaches laitières. Ils font parfois preuve d'une très bonne adaptation à des conditions climatiques difficiles. La politique d'exportation ne se limite pas à l'Europe. Dès la fin du XIXe siècle, des éleveurs sud-américains achètent quelques animaux charolais, mais c'est en 1910 que commence réellement l'exportation avec le voyage d'animaux charolais partis à la foire exposition de Buenos Aires. Le Syndex, créé en 1921, se chargera d'amplifier le processus. C'est ainsi que la charolaise se développe en Argentine et au Brésil, où l'on rencontre un des plus grands contingents d'animaux charolais au monde, puis dans le reste de l'Amérique du Sud : Chili, Paraguay, Uruguay, Pérou, Colombie, Mexique et Cuba croisent leurs animaux avec des charolais dès les années 1950. L'essor de la charolaise dans ces pays est d'autant plus fort à partir des années 1950 que de plus en plus de consommateurs souhaitent alors une viande moins grasse, ce qui constitue une particularité de la charolaise et lui donne l'avantage sur ses concurrentes britanniques. L'arrivée des charolais en Amérique du Nord est un peu plus tardive. Il faut attendre les années 1960 pour voir les bovins de la race s'implanter au Canada et aux États-Unis, où leur entrée a longtemps été ralentie pour des questions sanitaires. Là-bas les charolais sont croisés avec des zébus Brahmane (race bovine) pour former le « Charbray ». La race est également utilisée en Afrique en croisement avec les races locales, et commence à se développer en Asie et en Océanie. Sa présence dans pas moins de 70 pays en fait une des principales races bovines au monde. Après la France, les plus gros cheptels sont celui du Brésil qui compte 40 000 têtes et celui de l'Irlande qui représente 8 000 animaux.

## La charolaise dans la culture

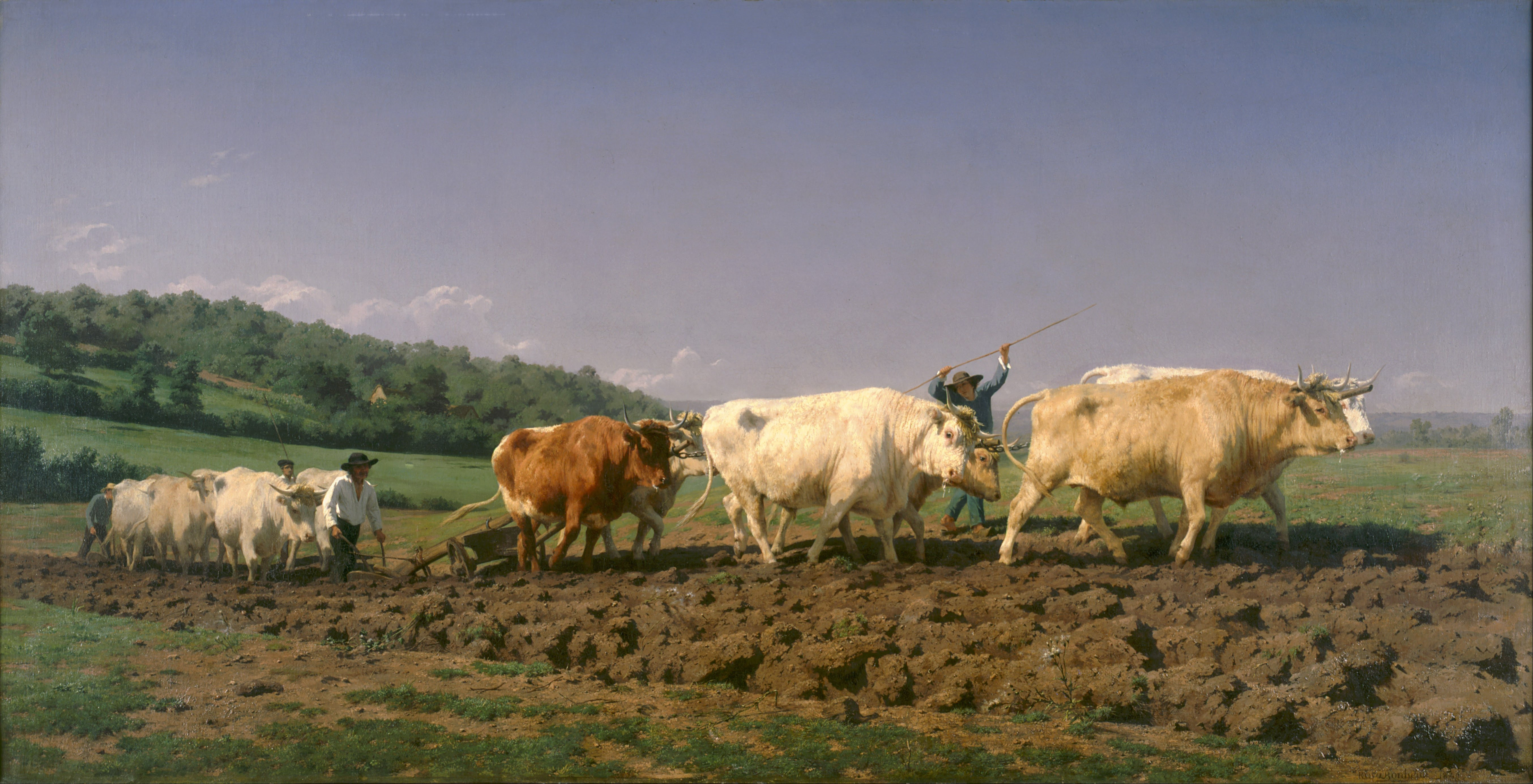
Labourage nivernais, toile de Rosa Bonheur.

La race charolaise est bien ancrée dans la culture de sa région d'origine, où elle fait la fierté des éleveurs. L'importance de la charolaise s'y révèle par exemple lors des manifestations locales, telle que la fête du charolais qui a lieu tous les ans à Saulieu, dans le Morvan, ou encore dans des établissements comme l'espace muséographique de la Maison du Charolais à Charolles, consacré à l'élevage de cet animal.
En 2010, l'ancrage de la race charolaise dans son berceau s'est matérialisé par la création d'une AOC Bœuf de Charolles.
En 2011, le Pays Charolais-Brionnais, berceau de la race bovine, a lancé une candidature pour inscrire le territoire au patrimoine mondial de l'UNESCO. Les principaux enjeux de cette candidature sont la préservation d'un paysage de bocage et de pratiques traditionnelles d'élevage en harmonie avec la nature et en phase avec les attentes sociétales du bien-être animal.

### Art
Bien avant qu’ils soient associés à la race charolaise, les taureaux blancs ont inspiré de nombreuses légendes, comme l’enlèvement de Io par Zeus. Beaucoup plus tard, des peintres animaliers tels que Rosa Bonheur ont représenté des animaux charolais.

### Gastronomie
En cuisine, la viande charolaise a la réputation d'être goûteuse et pauvre en gras de couverture. On l'associe parfois à la cuisine traditionnelle bourguignonne, comme le bœuf bourguignon. Bernard Loiseau, le célèbre restaurateur de Saulieu, préférait la viande d’un bœuf charolais de trois ans, veinée de gras et persillée. « C’est le gras qui nourrit la viande, qui la rend moelleuse, juteuse, savoureuse. Il faut que les viandes soient rassises, qu’elles aient au moins trois semaines de maturation. », affirmait-il.
Deux confréries promeuvent la viande charolaise : l’Ambassade du Charolais de Saulieu depuis 1983 et la Confrérie des Fins Goûteurs de Charolais de Nevers depuis 1993.
Depuis 2010, une appellation d'origine contrôlée concerne la viande de bœuf de Charolles.

### Bibliographie

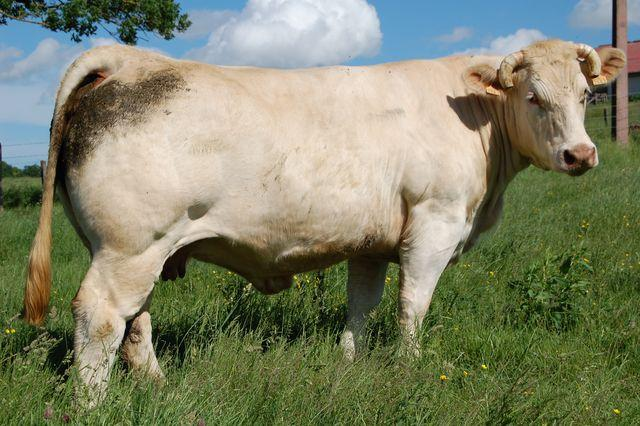
Vache de race charolaise au pré.